# Hubert Aquin
Hubert Aquin (* 24. Oktober 1929 in Montreal; † 15. März 1977 ebenda) war ein frankokanadischer Schriftsteller, der insbesondere durch seine vier komplexen modernistischen Romane bekannt wurde und als politischer Aktivist, Essayist, Filmemacher und Herausgeber auch die zeitgenössische Kultur Québecs beeinflusste.

## Leben

### Studium, berufliche Tätigkeit und Einsatz für die Souveränität Québecs
Aquin absolvierte nach dem Schulbesuch ein Studium der Philosophie an der Universität Montreal, das er 1951 mit einem Lizenziat abschloss. Nach einem anschließenden Studium von 1951 bis 1954 am Institut d’études politiques de Paris (Sciences Po Paris) arbeitete er nach seiner Rückkehr nach Montreal zwischen 1955 und 1959 für Radio-Canada. Im Anschluss war er zwischen 1959 und 1963 Mitarbeiter der staatlichen Filmbehörde ONF (Office national du film du Canada) sowie zeitgleich von 1960 bis 1964 der Börse von Montreal.
Zwischen 1960 und 1968 war Aquin eine bekannte und einflussreiche Persönlichkeit in der wachsenden Bewegung zur Erreichung der Souveränität Québecs und gehörte zwischen 1960 und 1969 Exekutivmitglied dem Rassemblement pour l’Independence National (RIN) an, der ersten nach einer Unabhängigkeit Québecs strebenden politischen Partei. Zur gleichen Zeit engagierte er sich als Herausgeber der Zeitschrift Liberté in Debatten mit Pierre Trudeau in der Frage der Souveränität Québecs. In einer Presseveröffentlichung aus dem Jahr 1964 erklärte er, dass er in den Untergrund gehen werde, um für die Unabhängigkeit mit terroristischen Mitteln zu arbeiten.

### Die Romanveröffentlichungen in den 1960er Jahren
Kurz danach wurde er verhaftet und für vier Monate in eine Psychiatrische Klinik eingewiesen, wo er seinen ersten Roman Prochain Épisode (1965), die Geschichte eines eingesperrten Revolutionärs. Im Dezember 1964 wurde er von einer Anklage "unerlaubter Waffenbesitz" freigesprochen. Die Veröffentlichung von Prochain Épisode etablierte Aquin als eine wichtige kulturelle Persönlichkeit im Québec seiner Generation. Er fuhr fort zu behaupten, er sei unfähig zu Kompromissen mit jeder etablierten Ordnung.
1966 wurde er aus der Schweiz ausgewiesen. Aquin schrieb, dass dies auf Einwirken der Gendarmerie royale du Canada (GRC) zurückzuführen ist. Eine erste Anerkennung erfuhr er, als er 1969 als erster Schriftsteller aus Québec für Trou de mémoire (1968) mit einem Preis des Generalgouverneurs, Prix du Gouverneur général, ausgezeichnet wurde. Ebenfalls 1969 prangerte er die Entscheidung von Pierre Bourgault an, die RIN mit der Mouvement pour la souverainté-association (MSA) von René Lévesque zur Parti Québécois (PQ) zu vereinigen und trat aus der Partei aus.
Die folgenden Jahre schienen durch eine wachsende Verzweiflung geprägt zu sein, die mit Aquins Gefühl der Trennung aus dem politischen Zentrum seines geliebten Québecs verbunden war. 1969 veröffentlichte er mit L’Antiphonaire seinen dritten Roman, der jedoch anders als die beiden vorhergehenden Romane keinen eindeutigen politischen Inhalt hatte.

### Die 1970er Jahre: Letzter Roman, Herausgeber und Suizid
1971 trat Aquin aus dem Herausgebergremium der Zeitschrift Liberté zurück, und beklagte, dass dessen Vertrauen auf die Unterstützung durch den Kanadischen Kunstrat (Conseil des arts du Canada) es bezüglich der Oktoberkrise 1970 stumm gemacht hätte.
1974 erschien mit Neige noire Aquins letzte Roman, eine moderne Version des Hamlet, in dem Aquin Film-, Musik- und Maltechniken mit einer nachhaltigen philosophischen Betrachtung über Zeit, Liebe, Tod und die Heiligen verband.
Im März 1975 übernahm er die Funktion als literarischer Direktor von Éditions La Presse, der Sparte Buchveröffentlichungen der Tageszeitung La Presse. Aufgrund der wirtschaftlichen Verbindungen der Zeitung zur Unternehmensgruppe Power Corporation of Canada (PCC) wurde die Übernahme dieser Funktion von einigen als Widerspruch zu seiner früheren „revolutionären“ Haltung gesehen. Allerdings nahm er für sich in Anspruch, dass er revolutionär geworden sei, weil ihm als Einwohner Québecs die Möglichkeit, Banker zu werden, verwehrt wurde, und seine Zeit bei Éditions La Presse durch einen Konflikt über Geldmittel gekennzeichnet war, die er für unprofitable literarische Projekte in Québec investieren wollte. Im August 1976 trat er als literarischer Direktor zurück und warf seinem Vorgesetzten und Herausgeber von La Presse, Roger Lemelin, vor, Quebec von innen heraus zu kolonisieren.
Seine letzten Lebensmonate waren schließlich von finanzieller Unsicherheit und ernsthaften Depressionen geprägt, die schließlich in seinem Suizid endeten.
Er war seiner Heimatprovinz Québec zutiefst verpflichtet, deren Gegensätze er zu verkörpern schien und hatte ein Gespür für dramatische und politische Gesten. Er erklärte einmal: „Es ist mein Leben, das sich als mein Super-Meisterwerk herausstellen wird“ (‚It is my life that will turn out to have been my super-masterpiece‘).
Bereits zu seinen Lebzeiten und auch nach seinem Tod waren Leben und Werk Aquins Thema zahlreicher Monografien. Sein Nachlass wurde in Quebec (Bibliothèque et Archives nationales du Québec) archiviert.

## Werke
- Prochain épisode, 1965
  - Nächste Episode, in Anders schreibendes Amerika. Literatur aus Québec. Hgg. Lothar Baier, Pierre Filion. Das Wunderhorn, Heidelberg 2000, S. 19–27
- Trou de mémoire, 1968
- L’ Antiphonaire, 1969
- Point de fuite, 1971
- Neige noire, 1974
- Blocs erratiques, 1977

posthume Erscheinungen und Neuauflagen
- Hamlet’s twin, 1979
- Dossier de presse 1965-1980, 1981
- Writing Quebec, 1988
- L’invention de la mort, 1991
- Mélanges littéraires, 1995
- Confession d’un héros ; Le choix des armes ; La toile d’araignée, 1997
- Récits et nouvelles: tout est miroir, 1998
- Sables mouvants: nouvelle. - Shifting Sands. novella, 2009